# Rock Action Records
Rock Action Records ist ein in Glasgow ansässiges schottisches Independent-Label, gegründet und weiterhin betrieben von Mitgliedern der schottischen Post-Rock-Band Mogwai. Das Label vertritt neben schottischen und britischen Bands wie Part Chimp, Trout, The James Orr Complex und Rev Magnetic auch lizenzierte US-Projekte wie Torche, Envy und Growing. Dazu gehörten in der Vergangenheit Blanck Mass, David Pajo und The Zephyrs. Seit 2010 hat Mogwai ihre eigene Musik auf dem Label in Großbritannien und Europa herausgebracht.

## Vertretene Musiker
Bands und musikalische Soloprojekte ehemals oder aktuell unter Vertrag bei Rock Action Records:
- Afrirampo
- Blanck Mass aka Benjamin John Power
- De Rosa
- Desalvo
- Envy
- Errors
- Growing (Band)
- Kathryn Joseph
- Aidan Moffat & RM Hubbert
- Mogwai
- David Pajo
- Part Chimp
- Remember Remember
- Rev Magnetic
- Sacred Paws
- Swervedriver
- The James Orr Complex
- The Twilight Sad
- The Zephyrs
- Torche
- Trout